# Comercial FC (São Paulo)
Comercial FC was een Braziliaanse voetbalclub uit São Paulo.

## Geschiedenis
De club werd opgericht in 1939 en speelde vanaf dat jaar in het Campeonato Paulista, waar de club niet kon tippen aan de grote clubs uit de stad. Na een degradatie in 1949 kon de club meteen terugkeren. In 1953 fuseerde de club met Sae Caetano EC en werd zo AA São Bento. Na vier jaar werd de fusie echter ongedaan gemaakt en gingen beide clubs weer hun eigen wegen. Comercial begon terug in het Campeonato Paulista in 1958. Een jaar later werd de club laatste en degradeerde omdat de competitie herleid werd van twintig naar achttien teams. In 1961 werd het profteam ontbonden. 

## Bekende ex-spelers
- Dino Sani
- Gino Orlando